# Montérégie

Montérégies läge i provinsen Québec.

Montérégie är en administrativ region i sydvästra delen av provinsen Québec i Kanada. Hela regionen, med undantag för Vaudreuil-Soulanges, ligger mellan Saint Lawrencefloden och gränsen mot USA. Regionens centrala delar utgör Montréals södra förorter. Den har fått namn efter Collines Montérégiennes, som är en grupp kullar som huvudsakligen tillhör regionen. Kullarna har i sin tur fått namn efter Mont Royal i Montréal. I regionen finns flera större vattendrag, bland annat Richelieufloden och Yamaskafloden. Regionen består av 12 sekundärkommuner (municipalités régionales de comté) och en agglomération (grupp av kommuner där en gemensam nämnd sköter vissa uppgifter) med sekundärkommunala uppgifter.
Även om regionen är kraftigt urbaniserad (den är med mer än 1,7 miljoner invånare Québecs näst största befolkningsmässigt) är jordbruket också en viktig näring. Service och turism är också viktiga delar av arbetsmarknaden.
Regionen gränsar i väster mot provinsen Ontario, i norr mot regionerna Laurentides, Montréal och Lanaudière, i öster mot regionerna Centre-du-Québec och Estrie, och i söder mot de amerikanska delstaterna Vermont och New York.

## Ingående sekundärkommuner

Karta över Montérégie med sekundärkommuner innan gränsändringen 2021.

I regionen finns sedan 2021, då Brome-Missisquoi och La Haute-Yamaska överfördes till Estrie, 12 sekundärkommuner:
- Acton (centralort Acton Vale)
- Beauharnois-Salaberry (centralort Beauharnois)
- La Vallée-du-Richelieu (centralort Belœil)
- Le Haut-Richelieu (centralort Saint-Jean-sur-Richelieu)
- Le Haut-Saint-Laurent (centralort Huntingdon)
- Les Jardins-de-Napierville (centralort Napierville)
- Les Maskoutains (centralort Saint-Hyacinthe)
- Marguerite-D'Youville (centralort Verchères)
- Pierre-De Saurel (centralort Sorel-Tracy)
- Roussillon (centralort Delson)
- Rouville (centralort Marieville)
- Vaudreuil-Soulanges (centralort Vaudreuil-Dorion)

I Agglomération de Longueuil, en grupp av kommuner som 2002–2006 utgjorde en sammanslagen stad, sköter en gemensam nämnd inom Longueuils stads organisation vissa uppgifter, bland annat sekundärkommunala. Indianreservaten Akwesasne och Kahnawake står också utanför sekundärkommunindelningen men räknas till Le Haut-Saint-Laurent respektive Roussillon i bland annat befolkningsstatistik.
När regionerna i Québec till 2015 hade regionala samarbetsorgan (conférences régionales des élus, CRE) hade Montérégie tre sådana (de flesta regionerna hade ett). Longueuil hade en egen CRE, Beauharnois-Salaberry, Le Haut-Saint-Laurent, Les Jardins-de-Napierville, Roussillon och Vaudreuil-Soulanges en (CRE Vallée-du-Haut-Saint-Laurent) och övriga MRC:er en (CRE Montérégie Est).

## Artikelursprung
Den här artikeln är helt eller delvis baserad på material från franskspråkiga Wikipedia.